# 恭ノ介の天下御免
『恭ノ介の天下御免』（きょうのすけのてんかごめん）は茨城放送で放送されていたラジオ番組である。放送期間は1994年4月9日から2002年3月30日まで。

## 概要
1994年春のワイド番組大改編でスタートし、それまでの午前ワイドと午後ワイドを統合させ、土曜の朝9時から夕方5時近くまで放送されていた長時間生ワイド番組。番組のコンセプトは『土曜「娯楽番組」決定版!!』

なお、メインパーソナリティーの上恭ノ介は『ジャンプアップサタデー』が終了して以来、およそ6年ぶりとなる同局レギュラー番組である。放送回数は全418回。

## 放送時間
- 土曜 9:00 - 16:55（JST）
  - 『IBSスーパーサッカー』の放送（主に鹿島アントラーズ主催試合の中継）が予定されている日には以下の対応が取られた。
    - 14時キックオフ試合中継時
      - 一旦14時で番組を終了し、16時から再び番組に飛び乗る対応を取った[4]。15時台に放送されている「面白ラジオ水族館」 は16時台に臨時枠移動しての放送となる。

    - 15時キックオフ試合・16時キックオフ試合中継時
      - 短縮バージョンとなり、「IBSスーパーサッカー」中継直前でエンディングとなった。15時キックオフ試合中継時は「面白ラジオ水族館」 は14時台に臨時枠移動しての放送となる。

  - 高校野球のシーズン中には放送枠の大半を中継に充てるため、内容を大幅に変更していた。その場合には「母の詩」と「みんなの教育」のコーナーをカットし、月曜夜に代替放送するという形を取っていた。
  - 電話とFAXによるメッセージ・楽曲リクエストの受付は8:30から16:00まで（『IBSスーパーサッカー』の放送がある日には締め切り時間繰り上げ）。16時のアイキャッチの後、上から「本日の日付と今週のテーマをおさらいした後、電話・FAXの受け付けはただいまの時報をもって締め切りとさせていただきました」とアナウンスされた。

## 出演者
- パーソナリティ：上恭ノ介
- 初代アシスタント：今章子（1994年 - 1998年3月）
- 2代目アシスタント：林美津子（1998年4月 - 2000年3月）
- 3代目アシスタント：渡辺美奈子（2000年4月 - 2002年3月）
- スウィングレポーター：鹿原徳夫 - 番組序盤でスタジオ内にて挨拶し、今週の番組テーマにまつわるエピソードを話してから中継先に出発していた。夏休み・冬休みを取っている間と高校野球のシーズン中には番組に出演せず。

## コーナー
いずれも最終回時点で行われていたコーナー。
- 今日のお元気さん - 10時台[5]・11時台最初のコーナー。当時月曜 - 水曜に放送されていた『阿部重典の元気マーケット』、木曜、金曜に放送されていた『もっきん館』でも行われていた。
- 母の詩 - 10時45分頃からのコーナー。
- みんなの教育 - 11時40分頃からのコーナー。 - 2002年4月以降は単独番組扱いで継続。
- NISSANブルーステージときめきステーション - 13時からのコーナー。パーソナリティーは矢村貴子が担当。
- トレンド研究所 - 14時45分からのコーナー。
- 面白ラジオ水族館 - 15時5分からのコーナー。

## エピソード
- 1995年に昭文社から発行された『県別マップル 茨城県』で、1994年11月放送の本番組が紹介された。この回の放送では、スウィング班の鹿原が茨城県立カシマサッカースタジアム（鹿嶋市）からの中継を、スクーピー班が大串貝塚ふれあい公園（水戸市）からの中継を行った。
- 1998年11月14日放送分（第241回）は大型特番『開局35周年記念ラジオマラソン』（11月14日14:00 - 11月15日17:00）を編成していたため、本番組は14時までの放送だった[6]。
- 上がスケジュールの都合により番組を欠席した2000年4月29日放送分（第317回）では、代わりに鹿原が「下恭ノ介」名義でパーソナリティを務めた。ただし、オープニングの番組タイトルコールと中間ジングルに関しては、平常放送時と同じく上によるものが使われた。
- 上と渡辺が取手競輪場（取手市）からの生放送参加のために番組を欠席した2001年1月27日放送分（第356回）でも、鹿原が「下恭ノ介」名義でパーソナリティを代行した。この回で鹿原が代行したのは午前の部のみで、午後の部は関直美（当時スウィングレポーター）が「渡辺むな子」名義で担当した。
- 2000年秋頃には[いつ?]「20世紀博物館」というコーナーがあった。後に『IBSラジオスペシャル』枠で同コーナーの総集編が放送された。
- 鹿島アントラーズ主催試合が15時から入っている関係で短縮バージョンとなった2001年11月17日放送分（第398回）には、演歌特集を行った。これは、「（鹿島アントラーズの）応援歌」→「Oh!演歌」との連想によるものである[7]。この企画は好評でその後同年12月29日放送分（第404回）でも「年忘れ演歌特集」と題して行った。
- 毎年10月第1土曜日には土浦全国花火競技大会が催される関係から、当日の午前には茨城放送本社（水戸市）スタジオからの生放送を、午後には花火大会現地（土浦市）特設テントからの生中継を行った。その際には11時30分に午前パートを終了し、当日の「茨城新聞ニュース」担当キャスターによる2時間半の進行パート（リスナーからのメールの読み上げやリクエストへの対応など）、NISSANブルーステージときめきステーションを挿んだ後、14時に午後パートを開始するという特別体制が取られた。なお、花火大会が雨天や強風により順延となった場合、番組は午後にもスタジオからの生放送を行うことになっていたが、放送期間中に順延になったことは一度もなかった。